# Primera División (Chile) 1988
Die Primera División 1988, auch unter dem Namen 1988 Campeonato Nacional de Fútbol Profesional bekannt, war die 56. Saison der Primera División, der höchsten Spielklasse im Fußball in Chile.
Die Meisterschaft gewann das Team von CD Cobreloa, das sich damit für die Copa Libertadores 1989 qualifizierte. Es war der sechste Meisterschaftstitel für den Klub. Für die Copa Libertadores 1989 qualifizierte sich zudem CSD Colo-Colo, das die Liguilla zur Copa Libertadores gewinnen konnte. Der Vorletzte Universidad de Chile und der Letzte CD Palestino stiegen in die zweite Liga ab. Die Copa Digeder 1988 gewann Colo-Colo.

## Modus
Die 16 Teams spielen jeder gegen jeden mit Hin- und Rückspiel. Meister ist die Mannschaft mit den meisten Punkten und qualifiziert sich für die Copa Libertadores. Bei Punktgleichheit entscheidet ein Entscheidungsspiel um die bessere Position, wenn es um die Meisterschaft geht. In den anderen Fällen entscheidet das Torverhältnis. Die letzten zwei Teams der Tabelle steigen in die zweite Liga ab. Der Drittletzte der Tabelle spielt eine Liguilla mit zwei Zweitligateams. Der Erstplatzierte dieser Liguilla spielt in der Folgesaison erstklassig, die anderen beiden Teams zweitklassig. Der zweite Startplatz der Copa Libertadores wird durch eine Liguilla, an der die Mannschaften der Plätze 2 bis 5 teilnehmen, ausgespielt. Bei Punktgleichheit des ersten oder zweiten Platzes gibt es ein Entscheidungsspiel.

## Teilnehmer
Die drei Absteiger der Vorsaison Rangers de Talca, San Luis de Quillota und Lota Schwager wurden durch die Aufsteiger Deportes Valdivia, Deportes La Serena und CD O’Higgins ersetzt. Folgende Vereine nahmen daher an der Meisterschaft 1988 teil:
| Mannschaft           | Stadt             |
| -------------------- | ----------------- |
| CD Cobreloa          | Calama            |
| CD Cobresal          | El Salvador       |
| CSD Colo-Colo        | Santiago de Chile |
| Deportes Concepción  | Concepción        |
| Deportes Iquique     | Iquique           |
| Deportes La Serena   | La Serena         |
| Deportes Valdivia    | Valdivia          |
| Everton              | Viña del Mar      |
| Fernández Vial       | Concepción        |
| CD Huachipato        | Talcahuano        |
| Naval de Talcahuano  | Talcahuano        |
| CD O’Higgins         | Rancagua          |
| CD Palestino         | Santiago de Chile |
| Unión Española       | Santiago de Chile |
| Universidad Católica | Santiago de Chile |
| Universidad de Chile | Santiago de Chile |

## Tabelle
| Pl.                                | Verein                   | Sp. | S  | U  | N  | Tore    | Diff. | Punkte |
| ---------------------------------- | ------------------------ | --- | -- | -- | -- | ------- | ----- | ------ |
| 1.                                 | CD Cobreloa              | 30  | 17 | 6  | 7  | 047:270 | +20   | 40     |
| 2.                                 | CD Cobresal (P)          | 30  | 14 | 9  | 7  | 051:300 | +21   | 37     |
| 3.                                 | Deportes Iquique         | 30  | 13 | 8  | 9  | 046:350 | +11   | 34     |
| 4.                                 | Universidad Católica (M) | 30  | 14 | 5  | 11 | 041:350 | +6    | 33     |
| 5.                                 | Deportes La Serena (N)   | 30  | 10 | 12 | 8  | 037:410 | −4    | 32     |
| 6.                                 | CSD Colo-Colo            | 30  | 11 | 9  | 10 | 031:300 | +1    | 31     |
| 7.                                 | Fernández Vial           | 30  | 10 | 10 | 10 | 038:420 | −4    | 30     |
| 8.                                 | CD Huachipato            | 30  | 8  | 13 | 9  | 037:320 | +5    | 29     |
| 9.                                 | Deportes Concepción      | 30  | 11 | 7  | 12 | 030:320 | −2    | 29     |
| 10.                                | Deportes Valdivia (N)    | 30  | 10 | 8  | 12 | 040:460 | −6    | 28     |
| 11.                                | Everton                  | 30  | 10 | 8  | 12 | 032:390 | −7    | 28     |
| 12.                                | Naval de Talcahuano      | 30  | 9  | 9  | 12 | 039:450 | −6    | 27     |
| 13.                                | CD O’Higgins (N)         | 30  | 10 | 6  | 14 | 036:430 | −7    | 26     |
| 14.                                | Unión Española           | 30  | 9  | 8  | 13 | 034:410 | −7    | 26     |
| 15.                                | Universidad de Chile     | 30  | 7  | 12 | 11 | 026:340 | −8    | 26     |
| 16.                                | CD Palestino             | 30  | 8  | 8  | 14 | 036:490 | −13   | 24     |
| Quelle: rsssf.org, Stand: Endstand |                          |     |    |    |    |         |       |        |

| (M) | Vorjahresmeister     |
| (P) | Vorjahrespokalsieger |
| (N) | Aufsteiger           |

## Beste Torschützen
| Rang | Spieler                | Klub                | Tore |
| ---- | ---------------------- | ------------------- | ---- |
| 1    | Carlos Gustavo de Luca | Deportes La Serena  | 18   |
|      | Juan José Oré          | Deportes Iquique    | 18   |
| 3    | Sergio Salgado         | CD Cobresal         | 16   |
| 4    | Carlos Sosa            | Naval de Talcahuano | 14   |
| 5    | Juan Carlos González   | CD Cobreloa         | 13   |
|      | Rubén Martínez         | CD Cobresal         | 13   |

## Liguilla Pre-Copa Libertadores

### Halbfinale
|                    | Gesamt     |                      | Hinspiel | Rückspiel |
| ------------------ | ---------- | -------------------- | -------- | --------- |
| Deportes La Serena | (1)2:2 (1) | CSD Colo-Colo        | 1:2      | 1:0       |
| Deportes Iquique   | (2)2:3 (2) | Universidad Católica | 1:0      | 1:3       |

### Finale
| Datum      |               | Ergebnis |                  | Ort                        |
| ---------- | ------------- | -------- | ---------------- | -------------------------- |
| 25.01.1989 | CSD Colo-Colo | 2:1      | Deportes Iquique | Estadio Nacional, Santiago |

## Relegationsliguilla
| Pl. | Verein              | Sp. | S | U | N | Tore    | Diff. | Punkte |
| --- | ------------------- | --- | - | - | - | ------- | ----- | ------ |
| 1.  | CD O’Higgins (1)    | 2   | 2 | 0 | 0 | 004:100 | +3    | 04     |
| 2.  | Deportes Arica (2)  | 2   | 0 | 1 | 1 | 001:200 | −1    | 01     |
| 3.  | Deportes Temuco (2) | 2   | 0 | 1 | 1 | 000:200 | −2    | 01     |